# Heinrich August Blochmann
Heinrich August Blochmann (* 12. Februar 1787 in Reichstädt; † 8. Dezember 1851 in Friedrichstal) war Landwirt, Autor mehrerer Fachbücher und als Kommissionsrat an der königlich-sächsischen Agrarreform in der ersten Hälfte des 19. Jahrhunderts beteiligt.

## Familie
Blochmanns Eltern waren Gottlieb Sigismund Blochmann (* 5. September 1750, † 12. August 1798; Pfarrer in Reichstädt) und Henriette Juliane Blochmann, geb. Bucher († 1813). Er hatte sieben Geschwister (zwei Schwestern und fünf Brüder), von denen drei früh verstarben. Drei seiner Brüder waren ebenso angesehene Persönlichkeiten ihrer Zeit: Rudolf Sigismund Blochmann, Karl Justus Blochmann sowie Ernst Ehrenfried Blochmann (* 1789, † 1862; Gründer der Blochmannschen Druckerei in Dresden). Heinrich August Blochmann hatte einen Sohn und vier Töchter.

## Leben

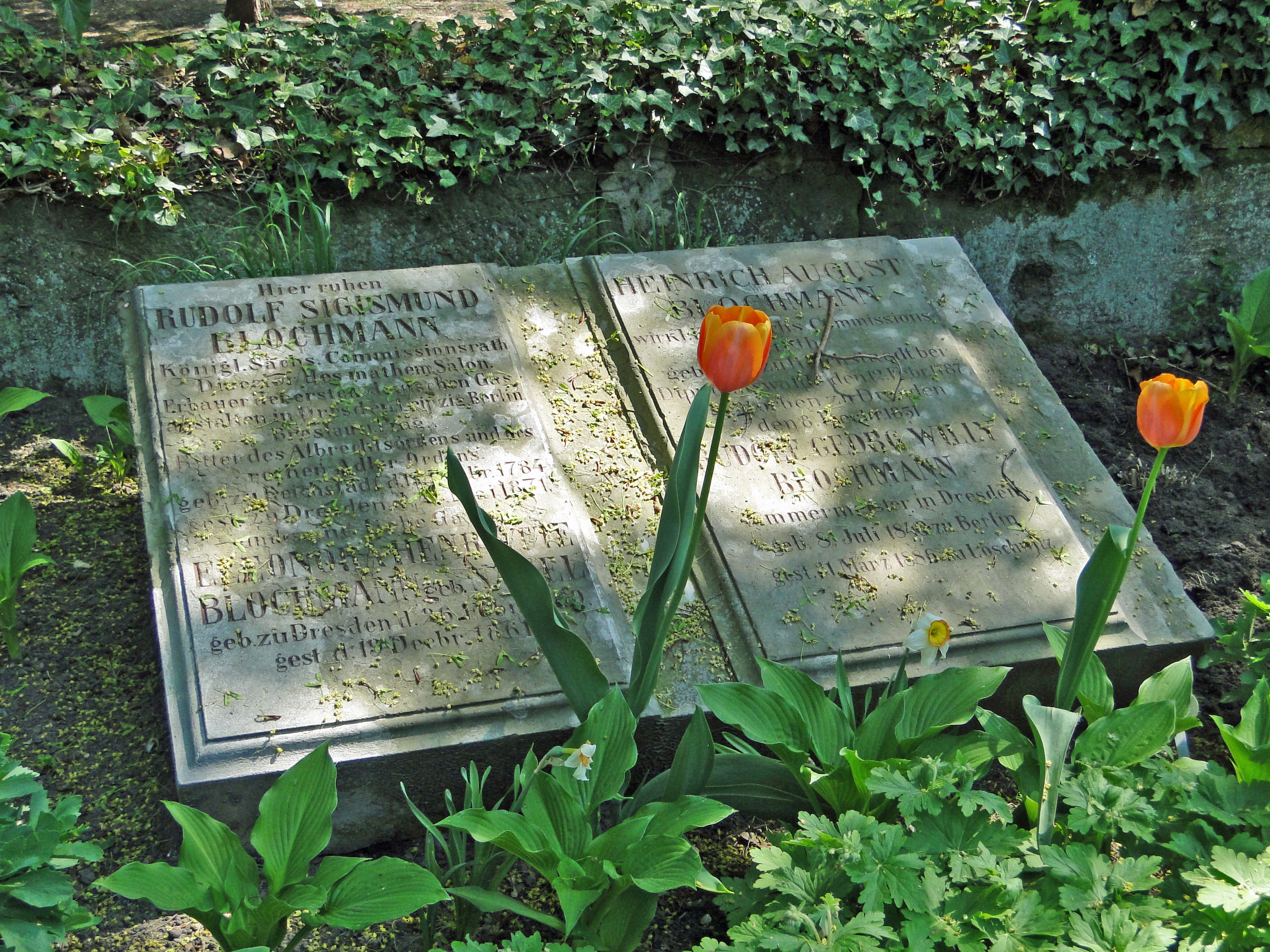
Grab von Heinrich August Blochmann (rechts) auf dem Trinitatisfriedhof

Blochmann besuchte zunächst das Gymnasium in Bautzen. Wegen seines starken Interesses für die Natur und die Landwirtschaft brach er jedoch die Schule vorzeitig ab und absolvierte eine landwirtschaftliche Ausbildung in Friedersdorf am Queis (heute Biedrzychowice, zu Polen gehörend).
1807 wurde er Pächter des Rittergutes Großseitschen. 1815 übersiedelte er nach Lauska (wendisch Lusk). Er übernahm für 10 Jahre die Aufsicht über 23 gräfliche Anwesen in Schlesien und der Lausitz. 1825 gelangte auch das Rittergut Zschocha unter seine Verwaltung. Sein umsichtiges und erfolgreiches Schaffen in der schwierigen Zeit nach den Befreiungskriegen verhalf ihm zu einem großen Ansehen in der Bevölkerung.
1829 wurde er in eine Kommission zur Abschätzung von Grundeigentum berufen. 1830 erhielt er den Status des Kommissionsrats. 1832 wurde Blochmann zum wirklichen Kommissionsrat ernannt und wirkte entscheidend an der Agrarreform des Königreiches Sachsen mit. Sein Wirkungsbereich während der Reform war die Neuaufteilung der Gemeindeländereien in Sachsen. Sein Werk Geschäftsanweisung für die behufs einer Besteuerung versuchsweise auszuführende Abschätzung des Grundeigenthums im Königreiche Sachsen war die Grundlage der Arbeit der Kommission und gilt als wichtiger Meilenstein für die Modernisierung Sachsens im 19. Jahrhundert.
1831 wurde Blochmann Vorsteher des königlichen Soldatenknabeninstituts Kleinstruppen und Eigentümer des benachbarten Ritterguts Neustruppen. 1835 zog er nach Dresden, um sich ganz seinen amtlichen Tätigkeiten zu widmen. Von 1836 bis 1841 übernahm er die Administration des Rittergutes Potschappel in der Nähe von Dresden. 1841 kaufte er das Gut Wachau und gründete dort einen landwirtschaftlichen Verein sowie eine Schule für Knechte. 1845 erwarb er das Gut Friedrichstal bei Radeberg, wo er sich ab 1849 endgültig niederließ.
Für seinen Biografen William Löbe war Blochmann einer der intelligentesten Landwirthe unserer Zeit. Er verstarb 1851 und wurde auf dem Dresdner Trinitatisfriedhof beigesetzt.

## Werke
- Geschäftsanweisung für die behufs einer Besteuerung versuchsweise auszuführende Abschätzung des Grundeigenthums im Königreiche Sachsen (1829)
- Bemerkungen über die Abschätzung der Landgrundstücke: Zum Behufe der Umgestaltung des in Sachsen bestehenden Grundsteuersystems (1833)
- Praktische Anleitung zur ökonomischen Buchführung nach einem einfachen und übersichtlichen Plane (1836)
- Mittheilungen aus dem Gebiete der Landwirthschaft für bäuerliche Wirthe und angehende Oeconomen (1840)
- Das Rittergut und Dorf Wachau, in geschichtlicher, statistischer und landwirthschaftlicher Beziehung  (1845)[4][5]